# Emilia Tsulfa
Emilia Tsulfa (ur. 15 maja 1973), grecka żeglarka sportowa. Złota medalistka olimpijska z Aten.
Brała udział w trzech igrzyskach (IO 96, IO 00, IO 04). W 2004 triumfowała w klasie 470, partnerowała jej Sofia Bekatoru. W 2002 i 2004 została wybrana żeglarką roku przez Międzynarodową Federację Żeglarską (razem z Bekatoru). Wielokrotnie była mistrzynią świata (2001, 2002, 2003) i Europy w 470.